# الملعب الأثري

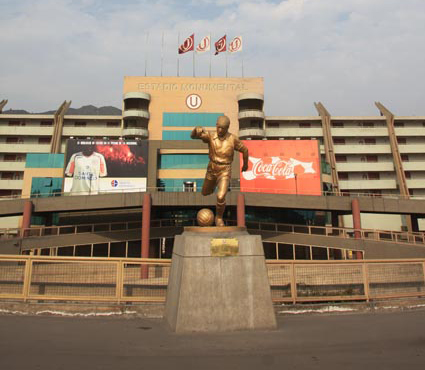

الملعب الأثري هو ملعب كرة قدم يقع في ليما عاصمة بيرو . يسع الملعب لجلوس 80,093 متفرج . يعتبر الملعب الرسمي الذي يخوض فيه نادي يونيفرسيتاريو دي ديبورتيس مبارياته . تم افتتاح الملعب في 2 يوليو 2000 .